# Diabolical Fullmoon Mysticism
Diabolical Fullmoon Mysticism prvi je studijski album norveškog black metal-sastava Immortal. Album je objavljen 1. srpnja 1992. godine, a objavila ga je diskografska kuća Osmose Productions. Jedini je album na kojem bubnjeve svira Armagedda.

## Popis pjesama
Tekstovi: Demonaz Doom Occulta, glazba: Abbath Doom Occulta i Demonaz Doom Occulta.
| 1.    | »Intro«                                                                                            | 1:35 |
| 2.    | »The Call of the Wintermoon«                                                                       | 5:40 |
| 3.    | »Unholy Forces of Evil«                                                                            | 4:28 |
| 4.    | »Cryptic Winterstorms«                                                                             | 6:08 |
| 5.    | »Cold Winds of Funeral Dust« (pogrešno napisana kao "Cold Winds of Feneral Dust" na CD-u i kazeti) | 3:47 |
| 6.    | »Blacker than Darkness«                                                                            | 4:17 |
| 7.    | »A Perfect Vision of the Rising Northland«                                                         | 9:04 |
| 34:59 | |      |

## Objava
Album je objavljen na CD-u, u limitiranom izdanju na ploči, limitiranom izdanju na picture disku i limitiranom izdanju na kazeti. Picture disk kasnije je ponovno objavljen 1998. godine, a ploča 2005. godine.

## Kritike
Kritičar AllMusica, John Serba rekao je, "Diabolical Fullmoon Mysticism predstavlja dragulj ubrzo-sjajnog black metala". Opisao ga je "kao sirovog i nesvetog kao i njegove pretke, iako je više melodičan i slušljiv no neki preci". Ipak, dodao je kako je "bolje potrošiti vrijeme na kasnije albume sastava."

## Zasluge
Immortal
- Demonaz Doom Occulta – gitara, tekstovi (pjesama 1-3, 5-6), dizajn
- Abbath Doom Occulta – vokali, bas-gitara, tekstovi
- Armagedda – bubnjevi, udaraljke

Ostalo osoblje
- Stein Kare – fotografija
- Pytten – produciranje, inženjer zvuka
- J.W.H. – logotip, omot albuma